# Guldensporentweedaagse 2002
De 57e editie van de wielerwedstrijd Guldensporentweedaagse vond in 2002 plaats op 9 en 10 maart. De start was in Kortrijk, de finish in Ichtegem. De ronde had de wedstrijdcategorie 2.3. De Nederlander Erik Dekker wist, net als in 2001, het eindklassement te winnen.

## Deelnemende ploegen
| Rabobank          | Lotto-Adecco         | Cofidis                 |
| Domo-Farm Frites  | CSC-Tiscali          | Team Coast              |
| Ag2r Prévoyance   | Jean Delatour        | La Française des Jeux   |
| Gerolsteiner      | BigMat-Auber 93      | Bankgiroloterij-Batavus |
| Palmans-Collstrop | Vlaanderen-T Interim | Landbouwkrediet-Colnago |
| Team Wiesenhof    | AXA-VvZ              |                         |

## Etappe-overzicht
| etappe | datum    | start    | finish   | afstand     | winnaar       | klassementsleider  |
| ------ | -------- | -------- | -------- | ----------- | ------------- | ------------------ |
| 1e (a) | 9 maart  | Kortrijk | Bellegem | 11 km (ITT) | Coen Boerman  | Coen Boerman       |
| 1e (b) | 9 maart  | Bellegem | Handzame | 159 km      | Johan Museeuw | Jean-Patrick Nazon |
| 2e     | 10 maart | Ichtegem | Ichtegem | 185 km      | Erik Dekker   | Erik Dekker        |

## Etappe-uitslagen
| Kortrijk – Bellegem (11 km (ITT)) |                    |                       |        |
| Plaats                            | Naam               | Ploeg                 | Tijd   |
| Winnaar                           | Coen Boerman       | Rabobank              | 13'29" |
| 2                                 | Bradley McGee      | La Française des Jeux | + 1"   |
| 3                                 | Marc Wauters       | Rabobank              | + 5"   |
| 4                                 | Jean-Patrick Nazon | La Française des Jeux | z.t.   |
| 5                                 | Erik Dekker        | Rabobank              | + 8"   |
| 6                                 | Michael Rich       | Gerolsteiner          | + 10"  |
| 7                                 | Jérôme Neuville    | Cofidis               | + 11"  |
| 8                                 | Leif Hoste         | Domo-Farm Frites      | + 16"  |
| 9                                 | Frank Høj          | Team Coast            | z.t.   |
| 10                                | Olaf Pollack       | Gerolsteiner          | z.t.   |

| Bellegem – Handzame (159 km) |                    |                         |          |
| Plaats                       | Naam               | Ploeg                   | Tijd     |
| Winnaar                      | Johan Museeuw      | Domo-Farm Frites        | 4u01'00" |
| 2                            | Jérôme Neuville    | Cofidis                 |          |
| 3                            | Remco van der Ven  | Bankgiroloterij-Batavus |          |
| 4                            | Erik Dekker        | Rabobank                |          |
| 5                            | Jean-Patrick Nazon | La Française des Jeux   |          |
| 6                            | Jans Koerts        | Domo-Farm Frites        |          |
| 7                            | Michel Vanhaecke   | Landbouwkrediet-Colnago |          |
| 8                            | Ludovic Capelle    | Ag2r Prévoyance         |          |
| 9                            | Jimmy Casper       | La Française des Jeux   |          |
| 10                           | Olaf Pollack       | Gerolsteiner            |          |

### 2e etappe
| Ichtegem – Ichtegem (185) |                       |                         |          |
| Plaats                    | Naam                  | Ploeg                   | Tijd     |
| Winnaar                   | Erik Dekker           | Rabobank                | 4u34'05" |
| 2                         | Steven Van Malderghem | Landbouwkrediet-Colnago | + 5"     |
| 3                         | Johan Museeuw         | Domo-Farm Frites        | + 7"     |
| 4                         | Olaf Pollack          | Gerolsteiner            | z.t.     |
| 5                         | Lars Michaelsen       | Team Coast              | z.t.     |
| 6                         | Saulius Ruškys        | Gerolsteiner            | z.t.     |
| 7                         | Wilfried Cretskens    | Domo-Farm Frites        | + 24"    |
| 8                         | Ludovic Capelle       | Ag2r Prévoyance         | z.t.     |
| 9                         | Mathew Hayman         | Rabobank                | + 2'21"  |
| 10                        | James Vanlandschoot   | Vlaanderen-T Interim    | + 4'28"  |

## Eindklassementen
| Plaats    | Naam                  | Ploeg                   | Tijd     |
| --------- | --------------------- | ----------------------- | -------- |
| Gele trui | Erik Dekker           | Rabobank                | 8u41'39" |
| 2         | Steven Van Malderghem | Landbouwkrediet-Colnago | + 28"    |
| 3         | Olaf Pollack          | Gerolsteiner            | + 29"    |
| 4         | Johan Museeuw         | Domo-Farm Frites        | + 1'04"  |
| 5         | Lars Michaelsen       | Team Coast              | + 1'28"  |
| 6         | Ludovic Capelle       | Ag2r Prévoyance         | + 2'07"  |
| 7         | Marc Streel           | Landbouwkrediet-Colnago | + 5'10"  |
| 8         | Jean-Patrick Nazon    | La Française des Jeux   | + 8'31"  |
| 9         | René Haselbacher      | Gerolsteiner            | + 9'02"  |
| 10        | Bart Voskamp          | Bankgiroloterij-Batavus | + 9'06"  |
| 11        | Geoffrey Demeyere     | Vlaanderen-T Interim    | + 9'10"  |
| 12        | Gerben Löwik          | Bankgiroloterij-Batavus | + 9'18"  |
| 13        | Remco van der Ven     | Bankgiroloterij-Batavus | z.t.     |
| 14        | Michel Vanhaecke      | Landbouwkrediet-Colnago | + 9'30"  |
| 15        | Bart Hiemstra         | Bankgiroloterij-Batavus | + 9'33"  |
| 16        | Geert Omloop          | Palmans-Collstrop       | + 9'46"  |
| 17        | Gorik Gardeyn         | Lotto-Adecco            | z.t.     |
| 18        | Franck Pencolé        | La Française des Jeux   | + 9'53"  |
| 19        | Matthé Pronk          | Rabobank                | + 9'55"  |
| 20        | Mark Vlijm            | AXA-VvZ                 | + 10'37" |

| Plaats | Ploeg            | Tijd      |
| ------ | ---------------- | --------- |
|        | Domo-Farm Frites | 13u47'17" |
| 2      | Gerolsteiner     | + 3'45"   |
| 3      | Rabobank         | + 5'23"   |

<< · 1999 · 2000 · 2001 · 2002 · >>